# Liste des maires des Angles (Hautes-Pyrénées)

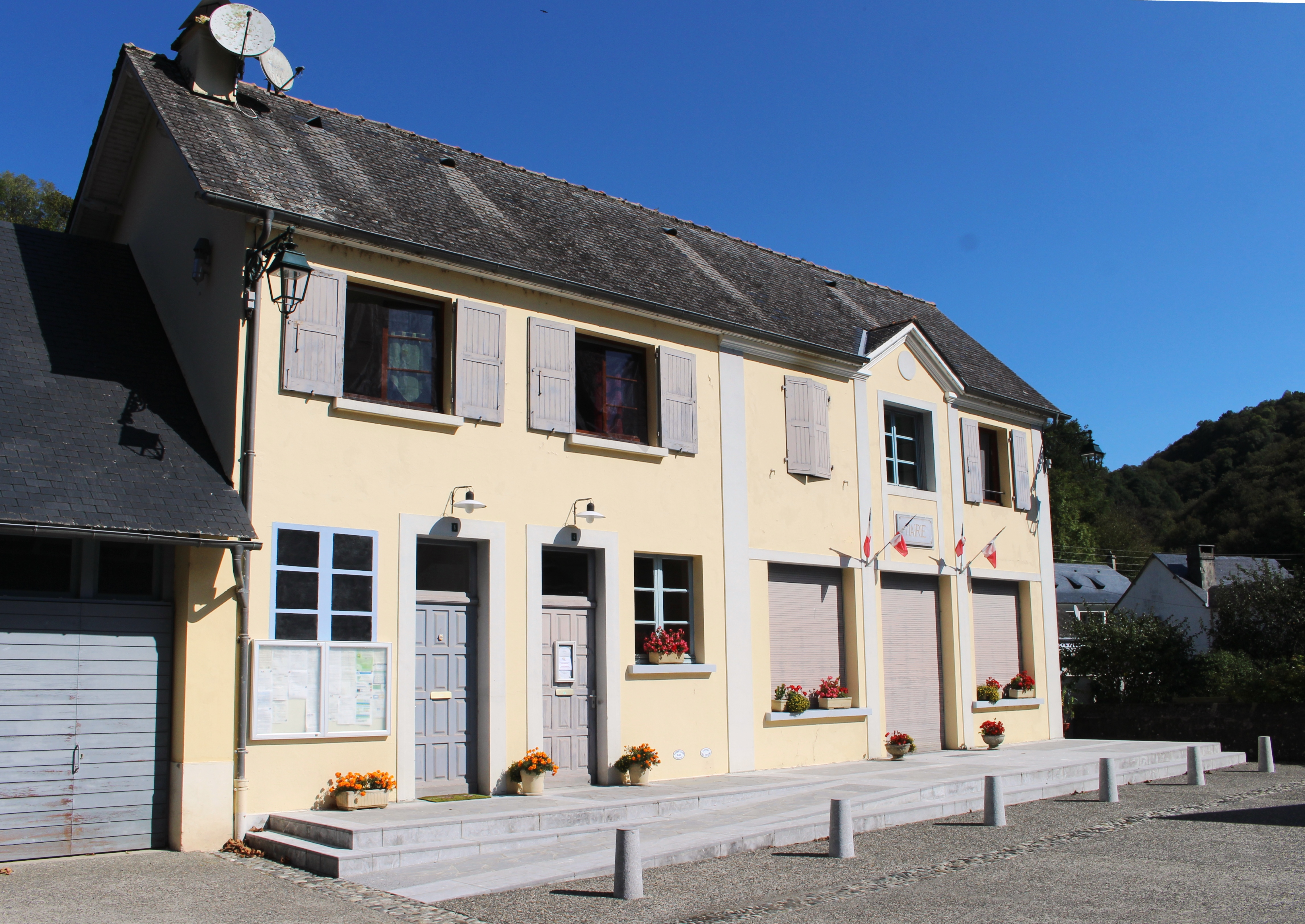
La mairie en 2017.

Pour les articles homonymes, voir Les Angles.

## Liste des maires
| Période                                  | Période | Identité              | Étiquette | Qualité |
| ---------------------------------------- | ------- | --------------------- | --------- | ------- |
| Les données manquantes sont à compléter. |         |                       |           |         |
| mars 1945                                | 1953    | Benjamin Cassou       |           |         |
| mars 1953                                | 1965    | François Saintpastous |           |         |
| mars 1965                                | 1983    | Savin Cassou          |           |         |
| mars 1983                                | 2014    | Jean Cassou           |           |         |
| mars 2014                                | 2020    | Yvette Lacaze         |           |         |